# Kornkasten Vor dem Eicken

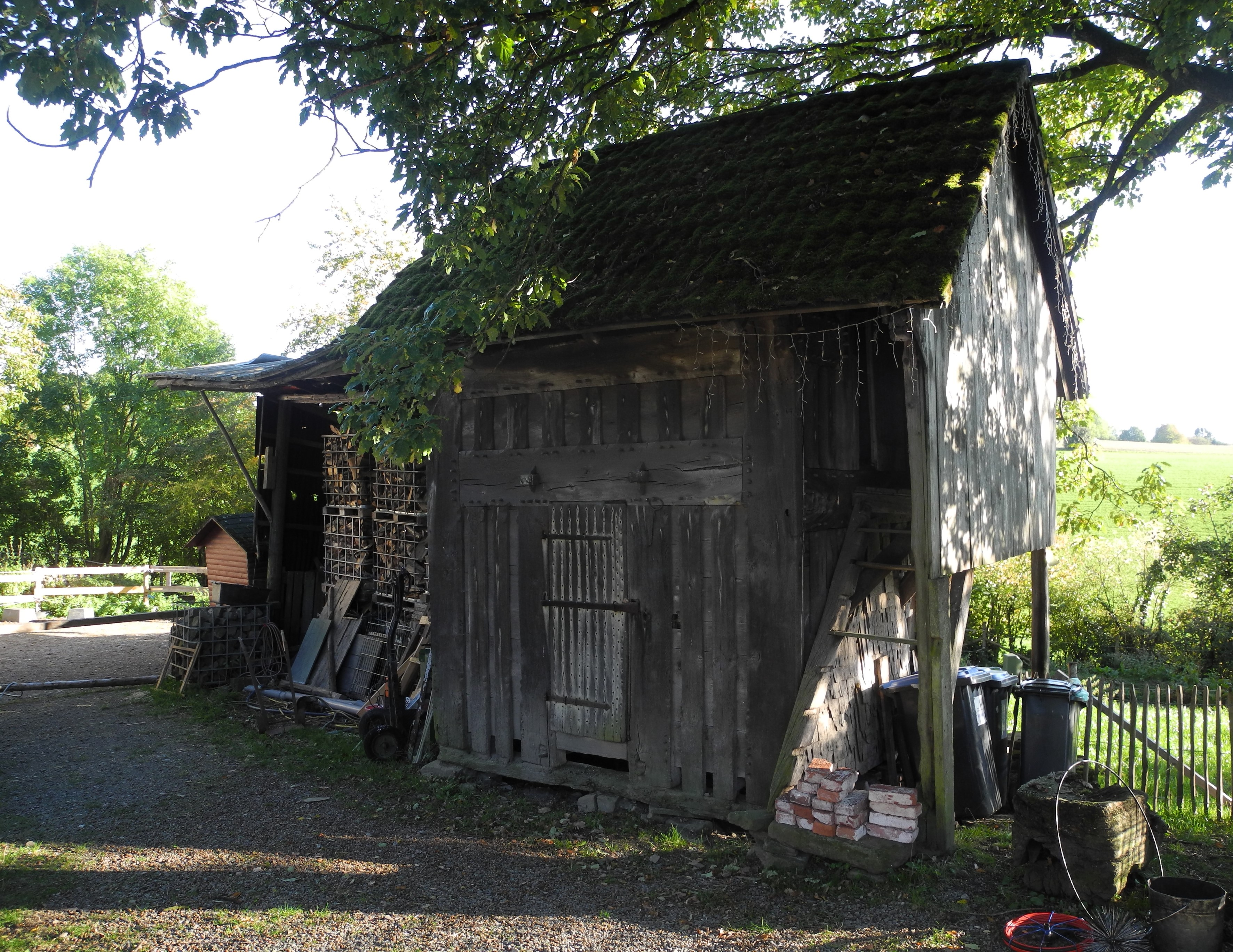
Haferkasten Vor dem Eicken 78 (2022)

Der Kornkasten Vor dem Eicken ist ein denkmalgeschützter Korn- oder Haferkasten im Ennepetaler Ortsteil Vor dem Eicken. Er wird auf das Jahr 1703 datiert und ist somit der zweitälteste im Stadtgebiet.

## Beschreibung
Das Gebäude wurde in Ständerbauweise zweigeschossig aus grobem Holz mit Zapfenverbindungen errichtet. Es besitzt ein Ziegelsatteldach und ist an der First- und an den Ortgangseiten verschiefert. Der Zugang zum Dachraum mit einer eisenbeschlagenen Tür erfolgt mittels einer außenliegenden Treppe auf der westlichen Giebelseite, die von dem Dach ebenfalls überdeckt wird.